# Dahlica argenterae
Dahlica argenterae is een vlinder uit de familie zakjesdragers (Psychidae). De wetenschappelijke naam van deze soort is voor het eerst geldig gepubliceerd in 1924 door Wehrli.
De soort komt voor in Europa.